# Apiocera norrisi
Apiocera norrisi is een vliegensoort uit de familie Apioceridae. De wetenschappelijke naam van de soort is voor het eerst geldig gepubliceerd in 1940 door Hardy.
De soort komt voor in Australië (Queensland en West-Australië).